# Eburodacrys gaucha
Eburodacrys gaucha är en skalbaggsart som beskrevs av Maria Helena M. Galileo och Martins 1992. Eburodacrys gaucha ingår i släktet Eburodacrys och familjen långhorningar. Inga underarter finns listade i Catalogue of Life.